# Tombense Futebol Clube
El Tombense Futebol Clube es un club de fútbol de la ciudad de Tombos, en el Estado de Minas Gerais, en Brasil, que fue fundado el 7 de septiembre de 1914. Actualmente juega en el Campeonato Brasileño de Serie C. Sus colores son el rojo y el blanco y juega sus partidos de local en el Estadio Antônio Guimarães de Almeida.
Actualmente, ocupa la posición 39 del ranking de clubes de la CBF teniendo en cuenta la publicación del 2023.

## Entrenadores
- Eugênio Simões (2006)[7]
- Eugênio Simões (2011)[7][8]
- Toninho Cajuru (enero de 2012–mayo de 2012)[9][10][11]
- Marcelo Cabo (octubre de 2012–mayo de 2013)[12][13]
- Moacir Júnior (noviembre de 2013–febrero de 2014)[14][15]
- Rogério Lourenço (febrero de 2014–abril de 2014)[16][17]
- Eugênio Souza (junio de 2014–noviembre de 2014)[18][19]
- Júnior Lopes (noviembre de 2014–abril de 2015)[20][21]
- Jordan de Freitas (interino- abril de 2015–mayo de 2015)[22][23]
- Marcelo Mabília (mayo de 2015–septiembre de 2015)[24][25]
- Pingo (diciembre de 2015–febrero de 2016)[26][27]
- Ney da Matta (febrero de 2016–abril de 2016)[28][29][30]
- Moacir Júnior (abril de 2016–octubre de 2016)[31][32][33]
- Raul Cabral (noviembre de 2016–octubre de 2017)[34][35]
- Ramon Menezes (noviembre de 2017–julio de 2018)[36][37]
- Eugênio Souza (julio de 2018–agosto de 2018)[38][39]
- Ricardo Drubscky (diciembre de 2018–julio de 2019)[40][41]
- Eugênio Souza (julio de 2019–septiembre de 2020)[42][43]
- Julinho Camargo (septiembre de 2020–enero de 2021)[44][45]
- Bruno Pivetti (enero de 2021–abril de 2021)[46][47]
- Rafael Guanaes (abril de 2021–febrero de 2022)[48][49]
- Hemerson Maria (febrero de 2022–mayo de 2022)[49][50]
- Bruno Pivetti (mayo de 2022–noviembre de 2022)[51]
- Marcelo Chamusca (noviembre de 2022–junio de 2023)[52][53]
- Julian Tobar (interino- junio de 2023)[53]
- João Burse (junio de 2023–agosto de 2023)[54][55]
- Moacir Júnior (agosto de 2023–noviembre de 2023)[56][57]
- Raul Cabral (noviembre de 2023–presente)[3]

## Palmarés

### Torneos nacionales
- Campeonato Brasileño de Serie D (1): 2014.

### Torneos estatales
- Campeonato Mineiro de Segunda División (2): 2002 y 2006.
- Campeonato Mineiro del Interior: 2013, 2020, 2021, 2024.[58]
- Troféu Inconfidência (1): 2023.